# 세상의 모든 소리
《세상의 모든 소리》는 정성호, 유혜영의 진행으로 SBS 러브FM에서 방송했던 프로그램이다. 2018년 9월 9일 방송을 마지막으로 6개월만에 종영되었다.

## 지역 민방 프로그램
| 프로그램               | 지역                 | 방송국 | 진행자 |
| ---------------------- | -------------------- | ------ | ------ |
| 강영운의 딱좋은 라디오 | 부산광역시, 경상남도 | KNN    | 강영운 |

## 위클리 코너
- 사연신청
- 소리신청